# Discografia de BP Rania
A discografia de BP Rania, grupo feminino sul-coreano formado pela DR Music em 2011, consiste em um álbum de estúdio, cinco extended plays e dez singles. BP Rania (originalmente conhecido como Rania) realizou sua estreia oficial em 6 de abril de 2011, com o lançamento seu primeiro extended play Teddy Riley, The First Expansion In Asia, acompanhado pelo single Dr. Feel Good.

## Álbuns

### Álbuns de estúdio
| Título                            | Detalhes do álbum                                                                                       | Melhores posições nas paradas | Vendas        |
| Título                            | Detalhes do álbum                                                                                       | KOR                           | Vendas        |
| --------------------------------- | --- | ----------------------------- | ------------- |
| Just Go (Goodbye's The New Hello) | - Lançamento: 8 de Março de 2013 - Gravadora: DR Music, Yedang Company - Formatos: CD, digital download | 9                             | - KOR: 2,582+ |

## Extended plays
| Título                                                                                     | Detalhes do álbum | Melhores posições nas paradas |
| Título                                                                                     | Detalhes do álbum | KOR                           |
| ------------------------------------------------------------------------------------------ | --- | ----------------------------- |
| Teddy Riley, The First Expansion In Asia                                                   | - Lançamento: 6 de abril de 2011 - Gravadora: DR Music, Yedang Company - Formatos: CD, digital download                        | —                             |
| Time To Rock Da Show                                                                       | - Lançamento: 17 de novembro de 2011 - Gravadora: DR Music, Yedang Company - Formatos: CD, digital download                    | —                             |
| Demonstrate                                                                                | - Lançamento: 5 de novembro de 2015 - Gravadora: DR Music, Danal Entertainment - Formatos: CD, digital download                | —                             |
| Start A Fire                                                                               | - Lançamento: 30 de dezembro de 2016 - Gravadora: DR Music, Danal Entertainment, INGENIOmedia - Formatos: CD, digital download | —                             |
| Refresh 7th                                                                                | - Lançamento: 12 de agosto de 2017 - Gravadora: DR Music, Danal Entertainment, INGENIOmedia - Formatos: Digital download       | —                             |
| "–" denota lançamentos que não apresentaram gráficos ou não foram divulgados nessa região. | |                               |

## Singles
| Título                                                                                     | Ano  | Melhores posições nas paradas | Melhores posições nas paradas | Vendas          | Álbum                             |
| Título                                                                                     | Ano  | KOR Gaon                      | KOR Billboard                 | Vendas          | Álbum                             |
| ------------------------------------------------------------------------------------------ | ---- | ----------------------------- | ----------------------------- | --------------- | --------------------------------- |
| "Dr Feel Good"                                                                             | 2011 | 99                            | —                             | - KOR: 76,105+  | Just Go (Goodbye's The New Hello) |
| "Masquerade" (가면무도회)                                                                  | 2011 | 192                           | —                             | —               | Just Go (Goodbye's The New Hello) |
| "Pop Pop Pop"                                                                              | 2011 | 66                            | —                             | - KOR: 187,707+ | Just Go (Goodbye's The New Hello) |
| "Style"                                                                                    | 2012 | 40                            | 47                            | - KOR: 168,054+ | Just Go (Goodbye's The New Hello) |
| "Just Go"                                                                                  | 2013 | 26                            | 34                            | - KOR: 118,728+ | Just Go (Goodbye's The New Hello) |
| "Demonstrate"                                                                              | 2015 | —                             | —                             | —               | Demonstrate                       |
| "Start A Fire"                                                                             | 2016 | —                             | —                             | —               | Start A Fire                      |
| "Make Me Ah"                                                                               | 2017 | —                             | —                             | —               | Start A Fire                      |
| "Beep Beep Beep"                                                                           | 2017 | —                             | —                             | —               | REfresh 7th                       |
| "Breathe Heavy"                                                                            | 2017 | —                             | —                             | –               | REfresh 7th                       |
| "–" denota lançamentos que não apresentaram gráficos ou não foram divulgados nessa região. |      |                               |                               |                 |                                   |